# 国府津
国府津（こうづ）とは、神奈川県小田原市の東部にある地区である。現行行政地名は国府津一丁目から国府津五丁目と大字国府津。住居表示は、一丁目から五丁目は実施済区域、大字は未実施区域。

## 概要
小田原市の東部、森戸川の河口付近を占め、相模湾に面する。地名は、この地に相模国府の港があったことに由来する。戦前は湘南避暑避寒の地として海を見下ろす丘陵地を中心に政財界人の別荘が置かれた。文人達もよく訪れていた。
隣接地区はすべて小田原市内で、小八幡、前川（飛地も含む）、田島、上町の各地区と接している。
地形は、南部に相模湾。北東部が大磯丘陵、西部が酒匂川低地となっており、湘南の「山と川が織りなす景観を持つ相模川以西地域」とされる境になる。境界は神縄・国府津-松田断層帯による崖になっている。
道路は、南部相模湾沿いに国道1号（旧東海道）、西湘バイパスが東西に走り、西湘バイパスには国府津インターチェンジと下り線の西湘パーキングエリアがある。地区北端を小田原厚木道路が東西に走るが、地区内にインターチェンジはない。県道では、神奈川県道72号松田国府津線や神奈川県道717号沼田国府津線が地区西部を走っている。
鉄道は、地区北部を東海道新幹線が横断するが、駅はなく、一部が弁天山トンネルに入っている。南部に東海道本線、西部に御殿場線が走り、地区内にその分岐駅・国府津駅がある。1887年（明治20年）に東海道本線が国府津まで開業し、翌1888年（明治21年）に小田原・箱根方面への小田原馬車鉄道（後に路面電車・1920年廃止）が開業すると、国府津駅は両者の乗換駅となり、駅前には「国府津館」等の旅館が立ち並ぶようになった。現在でも商店街の一部にその当時の建築物を見ることができる。また、1934年（昭和9年）に丹那トンネルが開通するまでは、東海道本線は現在の御殿場線経由で、その急勾配を上るための機関車の増結が国府津駅で行われたため、優等列車の停車駅でもあった。なお、現在のJR東日本国府津車両センターは国府津地区ではなく、隣接する田島地区にある。
現在、西部は工業地帯となっており、日立グローバルストレージテクノロジーズの工場等がある。

### 地価
住宅地の地価は、2023年（令和5年）1月1日の公示地価によれば、国府津字三ツ寄2774番4の地点で10万1000円/m2、国府津5-11-15の地点で8万5800円/m2となっている。

## 世帯数と人口
2023年（令和5年）9月1日現在（小田原市発表）の世帯数と人口は以下の通りである。
| 大字・丁目   | 世帯数    | 人口    |
| ------------ | --------- | ------- |
| 国府津       | 2,511世帯 | 5,585人 |
| 国府津一丁目 | 114世帯   | 265人   |
| 国府津二丁目 | 295世帯   | 633人   |
| 国府津三丁目 | 193世帯   | 391人   |
| 国府津四丁目 | 231世帯   | 455人   |
| 国府津五丁目 | 265世帯   | 580人   |
| 計           | 3,609世帯 | 7,909人 |

### 人口の変遷
国勢調査による人口の推移。
| 年                 | 人口  |
| ------------------ | ----- |
| 1995年（平成7年）  | 8,714 |
| 2000年（平成12年） | 8,228 |
| 2005年（平成17年） | 8,893 |
| 2010年（平成22年） | 8,948 |
| 2015年（平成27年） | 8,397 |
| 2020年（令和2年）  | 8,102 |

### 世帯数の変遷
国勢調査による世帯数の推移。
| 年                 | 世帯数 |
| ------------------ | ------ |
| 1995年（平成7年）  | 2,935  |
| 2000年（平成12年） | 2,975  |
| 2005年（平成17年） | 3,338  |
| 2010年（平成22年） | 3,545  |
| 2015年（平成27年） | 3,499  |
| 2020年（令和2年）  | 3,535  |

## 学区
市立小・中学校に通う場合、学区は以下の通りとなる（2023年7月時点）。
| 大字・丁目   | 番地          | 小学校                 | 中学校                 |
| ------------ | ------------- | ---------------------- | ---------------------- |
| 国府津       | 全域          | 小田原市立国府津小学校 | 小田原市立国府津中学校 |
| 国府津一丁目 | 全域          | 小田原市立国府津小学校 | 小田原市立国府津中学校 |
| 国府津二丁目 | 全域          | 小田原市立国府津小学校 | 小田原市立国府津中学校 |
| 国府津三丁目 | 全域          | 小田原市立国府津小学校 | 小田原市立国府津中学校 |
| 国府津四丁目 | 1番1号        | 小田原市立前羽小学校   | 小田原市立橘中学校     |
| 国府津四丁目 | その他        | 小田原市立国府津小学校 | 小田原市立国府津中学校 |
| 国府津五丁目 | 1～6番 8番1号 | 小田原市立国府津小学校 | 小田原市立国府津中学校 |
| 国府津五丁目 | その他        | 小田原市立前羽小学校   | 小田原市立橘中学校     |

## 事業所
2021年（令和3年）現在の経済センサス調査による事業所数と従業員数は以下の通りである。
| 大字・丁目   | 事業所数  | 従業員数 |
| ------------ | --------- | -------- |
| 国府津       | 117事業所 | 900人    |
| 国府津一丁目 | 19事業所  | 152人    |
| 国府津二丁目 | 20事業所  | 108人    |
| 国府津三丁目 | 23事業所  | 124人    |
| 国府津四丁目 | 20事業所  | 347人    |
| 国府津五丁目 | 2事業所   | 3人      |
| 計           | 201事業所 | 1,634人  |

### 事業者数の変遷
経済センサスによる事業所数の推移。
| 年                 | 事業者数 |
| ------------------ | -------- |
| 2016年（平成28年） | 217      |
| 2021年（令和3年）  | 201      |

### 従業員数の変遷
経済センサスによる従業員数の推移。
| 年                 | 従業員数 |
| ------------------ | -------- |
| 2016年（平成28年） | 1,956    |
| 2021年（令和3年）  | 1,634    |

## 主な施設・名所
- 小田原市立国府津小学校
- 小田原市立国府津中学校
- 国府津館
- 西湘パーキングエリア - 西湘バイパス下り線のみ。
- 菅原神社（国府津天神）[16] - 小田原市指定天然記念物のムクノキがある。
- 国府津海岸 『海でのはなし。』 日本映画・桑田佳祐  君への手紙・ ラブライブ!第2期
- 真楽寺 -浄土真宗の御開山親鸞聖人や本願寺中興の祖蓮如上人の旧跡寺院で 親鸞聖人が植えたとされるボダイジュが小田原市の天然記念物に指定されている。また山内の帰命堂には親鸞聖人の御分骨宝塔があり、帰命堂は親鸞聖人の廟所でもある。飛地境内地の御勸堂など毎年全国各地より真宗門徒が聖人を偲び団体参拝に訪れる。
- 蓮台寺 - アニメーション作家・大藤信郎の墓がある。

## その他

### 日本郵便
- 郵便番号 : 256-0812[3]（集配局 : 小田原東郵便局[17]）。